# Dire Straits (альбом)
Dire Straits (с англ. — «Дайр Стрейтс») — дебютный студийный альбом британской рок-группы Dire Straits, поступил в продажу в октябре 1978 года.

## История
Альбом был основан на демоверсии, которую группа представила в Phonogram при подписании контракта. Запись проходила на студии Island Studios в Лондоне с 13 февраля до 5 марта 1978 года.
Первоначально планировалось осуществить запись альбома за три недели, и четвёртую звукозаписывающая компания дала неохотно, потребовалось проведение переговоров. Вся запись альбома (запись, сведение, обложка) стоила 12 700 фунтов стерлингов.
Выпуск альбома был намечен на май 1978, но в апреле директор Phonogram вызвал музыкантов в студию для того, чтобы перезаписать композицию «Sultans of Swing».
Надо было записать песню для сингла и «оживить и записать поэнергичнее» альбомную версию.
После этого планы выпуска альбома были перенесены на осень и он стал продаваться с 7 октября.
Но 16 мая 1978 года Dire Straits приняли участие в телевизионной программе The Old Grey Whistle Test (32-я программа 7-го сезона).
Неизвестно, сколько композиций были включены в программу, но известно, что сохранились записи двух песен: «Sultans of Swing» выходил на DVD программы, а песня «Lions» с большой долей вероятности есть в приличном качестве.
Результаты продаж альбома достаточно впечатляющие — в Европе было продано четыре миллиона копий, в США — два миллиона копий. Судьба синглов диаметрально разная — «Sultans of Swing» был принят публикой, дошёл до 8-й позиции в британском чарте. «Water of Love» был выпущен в некоторых странах и лучшим достижением стала 54-я позиция в чарте Австралии.

## Оформление альбома
На обложке альбома помещена репродукция картины Чака Лойолы, написание названия группы было предложено Джеффом Хэлперном.

## Переиздания
В 1996 году проводился ремастеринг альбома, кроме обычных работ по ретушированию звука, снятия посторонних шумов был добавлен бас в начало «Water of Love» и восстановлен проигрыш соло в конце «Sultans of Swing».
19 сентября 2000 года альбом был переиздан лейблом Warner Bros. на территории США.
В 2010 году альбом переиздан снова Vertigo.

## Список композиций
Автор музыки и текстов Марк Нопфлер. Все песни были написаны и сыграны на красной гитаре Fender Stratocaster 1961 года № 68354.
| №  | Название                | Длительность |
| -- | ----------------------- | ------------ |
| 1. | «Down to the Waterline» | 3:55         |
| 2. | «Water of Love»         | 5:23         |
| 3. | «Setting Me Up»         | 3:18         |
| 4. | «Six Blade Knife»       | 4:10         |
| 5. | «Southbound Again»      | 2:58         |

| №                   | Название            | Длительность |
| ------------------- | ------------------- | ------------ |
| 6.                  | «Sultans of Swing»  | 5:47         |
| 7.                  | «In the Gallery»    | 6:16         |
| 8.                  | «Wild West End»     | 4:42         |
| 9.                  | «Lions»             | 5:05         |
| Общая длительность: | Общая длительность: | 41:34        |

- Основное отличие между старой и новой версиями альбома — в песне «Sultans of Swing» был восстановлен гитарный проигрыш Марка Нопфлера в конце песни, и более продолжительная версия вошла в альбом.
- При записи стороны поменяли местами: Side A включала в себя песни с 6 по 9, а Side B — с 1 по 5.
- На кассетах, которые продавались во Франции, порядок песен был другой — «Down to the Waterline» и «Wild West End» были поменяны местами для того, чтобы сбалансировать длительность сторон (вместо 19:44 и 21:50 стало 20:31 и 21:03).

## Песни
На момент выхода альбома основным музыкальным носителем была виниловая пластинка, поэтому альбом имел некоторые особенности по сравнению с современными CD-альбомами.

### «Down to the Waterline»
Это быстрая, энергичная лирическая композиция, сюжет которой разворачивается на фоне старого района Ньюкасла.
Песня была отмечена слушателями и исполнителями как интересная.

### «Water of Love»
Спокойная песня с рваным ритмом не была замечена широкой аудиторией как в составе сингла, так и в альбоме, но исполнялась Нопфлером вплоть до 1996 года. При работе с The Notting Hillbillies исполнитель работал над песней, придал ей новую окраску. Вариант 1996 года исполнялся, по меньшей мере, на трёх концертах тура.

## Участники записи

#### Dire Straits
- Марк Нопфлер ― соло-гитара, вокал
- Дэвид Нопфлер ― ритм-гитара
- Джон Иллсли ― бас-гитара
- Пик Уизерс[англ.] ― ударные

#### Технический персонал
- Ретт Дэвис[англ.] ― звукорежиссёр
- Чак Лойола ― иллюстрации
- Боб Людвиг ― ремастеринг
- Алан Шмидт ― арт-директор
- Мафф Уинвуд[англ.] ― продюсер[29]

## Факты
Две песни этого альбома стали саундтреком 103-го эпизода сериала «Деррик». Серия называлась «Die kleine Ahrens» и её саундтрек состоял из трёх песен: «Water of Love» и «Six Blade Knife» от Dire Straits и заглавной песни эпизода от Les Humphries.
Dire Straits весной 1979 года могла заключить контракт на то, чтобы играть на разогреве у Led Zeppelin, но двум выдающимся группам не суждено поработать на одной сцене.

## Позиции в хит-парадах
| Год       | Хит-парад                                  | Высшая позиция | Пребывание в чарте |
| --------- | ------------------------------------------ | -------------- | ------------------ |
| 1978—1986 | Австрия (Ö3 Austria Top 40)                | 17             | 24 недели          |
| 1978—1986 | Великобритания (UK Albums Chart)           | 5              | 132 недели         |
| 1978—1986 | Испания (Promusicae)                       | 10             | нет данных         |
| 1978—1986 | Канада (RPM 100 Top Albums)                | 2              | 32 недели          |
| 1978—1986 | Нидерланды (Nationale Hitparade LP Top 50) | 3              | 60 недель          |
| 1978—1986 | Новая Зеландия (RIANZ)                     | 2              | 112 недель         |
| 1978—1986 | Норвегия (VG-lista)                        | 10             | 42 недели          |
| 1978—1986 | США (Billboard Top LPs & Tape)             | 2              | 41 неделя          |
| 1978—1986 | Франция (SNEP)                             | 1              | 62 недели          |
| 1978—1986 | ФРГ (Offizielle Top 100)                   | 3              | 85 недель          |
| 1978—1986 | Швеция (Topplistan)                        | 6              | 36 недель          |
|           |                                            |                |                    |
| 2007—2009 | Италия (FIMI Albums Chart)                 | 66             | 4 недели           |

| Год  | Хит-парад                          | Позиция |  |
| ---- | ---------------------------------- | ------- |  |
| 1978 | Нидерланды (Buma/Stemra)           | 10      |  |
|      |                                    |         |  |
| 1979 | Канада (RPM Year-End)              | 12      |  |
| 1979 | Новая Зеландия (Recorded Music NZ) | 6       |  |
| 1979 | Нидерланды (Buma/Stemra)           | 32      |  |
| 1979 | США (Billboard Top 100 Pop Albums) | 23      |  |
| 1979 | ФРГ (Jahrescharts Deutschland)     | 1       |  |
|      |                                    |         |  |
| 1981 | Новая Зеландия (Recorded Music NZ) | 44      |  |
|      |                                    |         |  |
| 2024 | Нидерланды (Mega Charts BV)        | 91      |  |